# Валгазький район
Валгазький район — адміністративно-територіальна одиниця у складі Естонської РСР, яка існувала у 1950—1991 роках. Адміністративний центр — місто Валга. Був розташований у Південній Естонії; на півдні й південному заході межував з Латвійською РСР, в основному з Валкським районом. Площа району становила 2 044,0 км². У 1991 році перетворений на повіт Валгамаа.

## Адміністративно-територіальний поділ
| Адміністративна одиниця     | Адміністративний центр | Площа, км² | Число сільських населених пунктів | Відстань до райцентру, км | Рік утворення |
| --------------------------- | ---------------------- | ---------- | --------------------------------- | ------------------------- | ------------- |
| Валга                       | —                      | 15,5       | —                                 | —                         | 1584          |
| Отепяе                      | —                      | 4,2        | —                                 | 49                        | 1936          |
| Тирва                       | —                      | 4,6        | —                                 | 29                        | 1927          |
| Гуммуліська сільська рада   | Гуммулі                | 159        | 7                                 | 16                        | 1945          |
| Ируська сільська рада       | Иру                    | 114        | 9                                 | 20                        | 1945          |
| Кааґ'ярвеська сільська рада | Кааґ'ярве              | 239        | 14                                | 11                        | 1945          |
| Отепяеська сільська рада    | Отепяе                 | 215        | 21                                | 49                        | 1945          |
| Палупераська сільська рада  | Гелленурме             | 123        | 13                                | 53                        | 1945          |
| Пукаська сільська рада      | Пука                   | 203        | 19                                | 38                        | 1945          |
| Рійдаяська сільська рада    | Рійдая                 | 118        | 14                                | 44                        | 1945          |
| Санґастеська сільська рада  | Санґасте               | 153        | 14                                | 28                        | 1954          |
| Тахеваська сільська рада    | Лаанеметса             | 203        | 13                                | 25                        | 1945          |
| Тиллістеська сільська рада  | Тсірґулійна            | 172        | 15                                | 15                        | 1945          |
| Хелмеська сільська рада     | Тирва                  | 321        | 15                                | 29                        | 1945          |

## Економіка

### Промисловість
Провідними галузями промисловості району були харчова, лісова і деревообробна та легка, які представляли підприємства:
- Валгазький мясоконсервний завод Вихмаського мясокомбінату;
- Тирварський цех і Отепяське віддлення Вируського комбінату молочних продуктів;
- хлібзавод «Валга лейб» Естонської республіканської спілки споживчих товариств;
- Валгазький виноробний завод;
- Валгазький комбінат хлібопродуктів;
- Валгазька меблева фабрика;
- Валгазький лісопункт;
- Валгазька швейна фабрика Талліннського виробничого швейного об'єднання «Балтика».
- авторемонтний завод в Отепяе;
- Сангастезький цех Тартуського заводу будівельних матеріалів у Тсірґулійна;
- Валгазький цех туб химичного комбінату «Орто» Естонської республіканської спілки споживчих товариств;
- цех Тапазького локомотивного депо і депо рефрежераторних вагонів у Валзі.

### Сільське господарство
Район виділявся виробництвом зернових культур. Значних успіхів у тваринництві досягли радгоспи «Лаатре», «Пука», «Гуммулі».
| Господарство                             | Сільська рада | Центральна садиба | Земельний фонд (тис. га) | у т. ч. с/г угідь | з них оброблялися | середня кількість працівників на 1978 рік |
| ---------------------------------------- | ------------- | ----------------- | ------------------------ | ----------------- | ----------------- | ----------------------------------------- |
| колгосп «Аакре»                          | Пукаська      | Аакре             | 4,9                      | 2,9               | 2,4               | 207                                       |
| колгосп імені Я. Ляхова                  | Рійдаяська    | Рійдая            | 9,3                      | 5,2               | 4,1               | 395                                       |
| колгосп «1 Травня»                       | Тиллістеська  | Соору             | 2,6                      | 1,5               | 1,3               | 209                                       |
| колгосп «Санґасте»                       | Санґастеська  | Санґасте          | 4,7                      | 3,3               | 2,3               | 315                                       |
| колгосп «Гелленурме»                     | Палупераська  | Гелленурме        | 10,1                     | 5,4               | 4,1               | 408                                       |
| радгосп «Валга»                          | Ируська       | Иру               | 7,8                      | 4,2               | 3,4               | 342                                       |
| радгосп «Кааґ'ярве»                      | Кааґ'ярвеська | Кааґ'ярве         | 4,5                      | 3,1               | 2,6               | 241                                       |
| радгосп «Карула»                         | Кааґ'ярвеська | Карула            | 7,9                      | 3,9               | 2,8               | 279                                       |
| радгосп «Кеені»                          | Санґастеська  | Кеені             | 6,5                      | 3,9               | 3,1               | 267                                       |
| радгосп «Комуніст»                       | Отепяеська    | Сіхва             | 9,6                      | 4,6               | 3,1               | 312                                       |
| радгосп «Лаатре»                         | Тиллістеська  | Лаатре            | 8,7                      | 5,7               | 45,7              | 529                                       |
| радгосп «Отепяе»                         | Отепяеська    | Отепяе            | 6,1                      | 3,1               | 1,9               | 252                                       |
| радгосп «Пука»                           | Пукаська      | Пука              | 7,6                      | 4,0               | 3,1               | 324                                       |
| Санґастеська сортовипробувальна дільниця | Санґастеська  | Лоссікюла         | 0,2                      | 0,2               | 0,1               | 28                                        |
| радгосп «Таагепера»                      | Хелмеська     | Кар'ятнурме       | 8,0                      | 4,1               | 3,3               | 283                                       |
| радгосп «Тахе»                           | Тахеваська    | Койккюла          | 9,8                      | 5,4               | 3,6               | 335                                       |
| радгосп «Тирва»                          | Хелмеська     | Тирва             | 8,2                      | 5,1               | 4,2               | 406                                       |
| опорно-показовий радгосп «Гуммулі»       | Гуммуліська   | Гуммулі           | 8,4                      | 5,3               | 4,6               | 470                                       |

## Спортивні об'єкти
В околицях Отепяе і Люллемяе були розташовані спортивні та туристичні бази. Всесоюзну попуярність мали Кяерикуська спортивна база і Отепяеський лижно-спортивний центр.

## Виноски
1. ↑  Господарство Естонського науково-дослідного інституту тваринництва і ветеринарії імені Адольфа Мельдера.
2. ↑  Господарство Естонського науково-дослідного інституту тваринництва і ветеринарії імені Адольфа Мельдера.
3. ↑  Господарство Естонського науково-дослідного інституту землерробства і меліорації.
4. ↑  Господарство Головного управління плодоовочівництва.